# Zwartkruinthraupis
De zwartkruinthraupis (Kleinothraupis atropileus synoniem: Hemispingus atropileus) is een zangvogel uit de familie Thraupidae (tangaren).

## Verspreiding en leefgebied
Deze soort komt voor in de Andes van Colombia tot zuidwestelijk Venezuela en Ecuador.